# Élections législatives de 1877 dans les Basses-Alpes
Les élections législatives de 1877 ont eu lieu les 14 et 28 octobre 1877.

## Élus
|   | Circonscription | Député élu              |  | Groupe parlementaire | Député élu              |  | Groupe parlementaire |
| - | --------------- | ----------------------- |  | -------------------- | ----------------------- |  | -------------------- |
| 1 | Barcelonnette   | Hippolyte Gassier       |  | Union républicaine   | Hippolyte Gassier       |  | Union républicaine   |
| 2 | Digne           | Prosper Allemand        |  | Union républicaine   | Prosper Allemand        |  | Union républicaine   |
| 3 | Forcalquier     | Jean-Baptiste Bouteille |  | Gauche républicaine  | Jean-Baptiste Bouteille |  | Gauche républicaine  |
| 4 | Sisteron        | André Thourel           |  | Gauche républicaine  | André Thourel           |  | Gauche républicaine  |

## Résultats à l'échelle du département
| Partis         | Partis              | Premier tour | Premier tour | Sièges |
| Partis         | Partis              | Voix         | %            | Sièges |
| -------------- | ------------------- | ------------ | ------------ | ------ |
|                | Gauche républicaine | 9 833        | 28,85        | 3      |
|                | Union républicaine  | 7 757        | 22,76        | 1      |
|                | Monarchistes        | 6 927        | 20,41        | 0      |
|                | Bonapartistes       | 4 940        | 14,49        | 0      |
|                | Constitutionnel     | 2 341        | 6,87         | 1      |
|                | Centre-gauche       | 2 151        | 6,31         | 0      |
|                | Divers              | 135          | 0,04         | 0      |
|                |                     |              |              |        |
| Inscrits       | Inscrits            | 41 915       | 100,00       | 5      |
| Votants        | Votants             | 34 198       | 81,59        |        |
| Abstentions    | Abstentions         | 7 779        | 18,41        |        |
| Blancs et nuls | Blancs et nuls      | 114          | 0,33         |        |
| Exprimés       | Exprimés            | 34 084       | 99,67        |        |

## Résultats par arrondissement

### Arrondissement de Barcelonnette
| Candidats      | Candidats         | Étiquette           | Premier tour, | Premier tour, |
| Candidats      | Candidats         | Étiquette           | Voix          | %             |
| -------------- | ----------------- | ------------------- | ------------- | ------------- |
|                | Hippolyte Gassier | Gauche républicaine | 1 774         | 56,79         |
|                | Antoine Gabriel   | Bonapartiste        | 1 350         | 43,21         |
|                |                   |                     |               |               |
| Inscrits       | Inscrits          | Inscrits            | 3 738         | 100,00        |
| Votants        | Votants           | Votants             | 3 134         | 83,84         |
| Abstention     | Abstention        | Abstention          | 604           | 16,16         |
| Blancs et nuls | Blancs et nuls    | Blancs et nuls      | 10            | 0,32          |
| Exprimés       | Exprimés          | Exprimés            | 3 124         | 99,68         |

### Arrondissement de Castellane
| Candidats      | Candidats               | Étiquette       | Premier tour, | Premier tour, |
| Candidats      | Candidats               | Étiquette       | Voix          | %             |
| -------------- | ----------------------- | --------------- | ------------- | ------------- |
|                | Paul Rabiers du Villars | Constitutionnel | 2 341         | 52,05         |
|                | Arthur Eugène Picard    | Centre-gauche   | 2 151         | 47,82         |
|                |                         | Divers          | 6             | 0,13          |
|                |                         |                 |               |               |
| Inscrits       | Inscrits                | Inscrits        | 5 968         | 100,00        |
| Votants        | Votants                 | Votants         | 4 533         | 75,96         |
| Abstention     | Abstention              | Abstention      | 1 435         | 24,04         |
| Blancs et nuls | Blancs et nuls          | Blancs et nuls  | 35            | 0,77          |
| Exprimés       | Exprimés                | Exprimés        | 4 498         | 99,23         |

L'élection est invalidée par la Chambre le 11 décembre 1877. L'élection partielle a lieu le 27 janvier 1878.

### Arrondissement de Digne
| Candidats      | Candidats        | Étiquette          | Premier tour, | Premier tour, |
| Candidats      | Candidats        | Étiquette          | Voix          | %             |
| -------------- | ---------------- | ------------------ | ------------- | ------------- |
|                | Pierre Allemand  | Union républicaine | 7 757         | 68,19         |
|                | Falcon de Cimier | Bonapartiste       | 3 590         | 31,56         |
|                |                  | Divers             | 29            | 0,25          |
|                |                  |                    |               |               |
| Inscrits       | Inscrits         | Inscrits           | 14 576        | 100,00        |
| Votants        | Votants          | Votants            | 11 415        | 78,31         |
| Abstention     | Abstention       | Abstention         | 3 161         | 21,69         |
| Blancs et nuls | Blancs et nuls   | Blancs et nuls     | 39            | 0,34          |
| Exprimés       | Exprimés         | Exprimés           | 11 376        | 99,66         |

### Arrondissement de Forcalquier
| Candidats      | Candidats                    | Étiquette           | Premier tour, | Premier tour, |
| Candidats      | Candidats                    | Étiquette           | Voix          | %             |
| -------------- | ---------------------------- | ------------------- | ------------- | ------------- |
|                | Jean-Baptiste Bouteille      | Gauche républicaine | 4 909         | 52,25         |
|                | Sébastien de Salve-Villedieu | Monarchiste         | 4 396         | 46,79         |
|                |                              | Divers              | 90            | 0,96          |
|                |                              |                     |               |               |
| Inscrits       | Inscrits                     | Inscrits            | 10 892        | 100,00        |
| Votants        | Votants                      | Votants             | 9 410         | 85,82         |
| Abstention     | Abstention                   | Abstention          | 1 544         | 14,18         |
| Blancs et nuls | Blancs et nuls               | Blancs et nuls      | 15            | 0,16          |
| Exprimés       | Exprimés                     | Exprimés            | 9 395         | 99,84         |

### Arrondissement de Sisteron
| Candidats      | Candidats             | Étiquette           | Premier tour, | Premier tour, |
| Candidats      | Candidats             | Étiquette           | Voix          | %             |
| -------------- | --------------------- | ------------------- | ------------- | ------------- |
|                | André Thourel         | Gauche républicaine | 3 150         | 55,35         |
|                | Saint-Marcel Eysserie | Monarchiste         | 2 531         | 44,47         |
|                |                       | Divers              | 10            | 0,18          |
|                |                       |                     |               |               |
| Inscrits       | Inscrits              | Inscrits            | 6 741         | 100,00        |
| Votants        | Votants               | Votants             | 5 706         | 84,65         |
| Abstention     | Abstention            | Abstention          | 1 035         | 15,35         |
| Blancs et nuls | Blancs et nuls        | Blancs et nuls      | 15            | 0,26          |
| Exprimés       | Exprimés              | Exprimés            | 5 691         | 99,74         |